# فریدریش یکم، پادشاه پروس
فردریک اول (۱۱ ژوئیه ۱۶۵۷ – ۲۵ فوریه ۱۷۱۳) از خاندان هوهن‌تسولرن امیر براندنبورگ (۱۶۸۸–۱۷۱۳) و دوک پروس و همچنین فرمانروای سرزمین متحد براندنبورگ-پروس بود. نخستین اقدام مهم او، تبدیل پروس به یک پادشاهی بود که پس از عهدنامه‌ای با حکومت مشترک‌المنافع لهستان–لیتوانی در ۱۷۰۱ میلادی انجام شد. فردریک اول پدربزرگ فردریک کبیر نیز بود.